# Innlandet
Innlandet (deutsch „das Binnenland“) ist eine norwegische Provinz (Fylke) mit 377.556 Einwohnern (Stand: 1. Januar 2025). Das Fylke entstand zum 1. Januar 2020 aus dem Zusammenschluss der Fylker Hedmark und Oppland ohne die Kommunen Jevnaker und Lunner. Sitz der Fylkeskommune ist Hamar, Sitz des Statsforvalters und Teilen der Fylkeskommune Lillehammer.

## Geografie

### Lage
Innlandet bildet die nördliche Hälfte des Landesteils Østlandet und hat keinen Zugang zum Meer. Das Fylke grenzt im Osten an Schweden, im Süden an Akershus und Buskerud, im Westen an Vestland, im Nordwesten an Møre og Romsdal und im Norden an Trøndelag. Das frühere Fylke Oppland bildet den Westen von Innlandet, Hedmark den östlichen Teil.

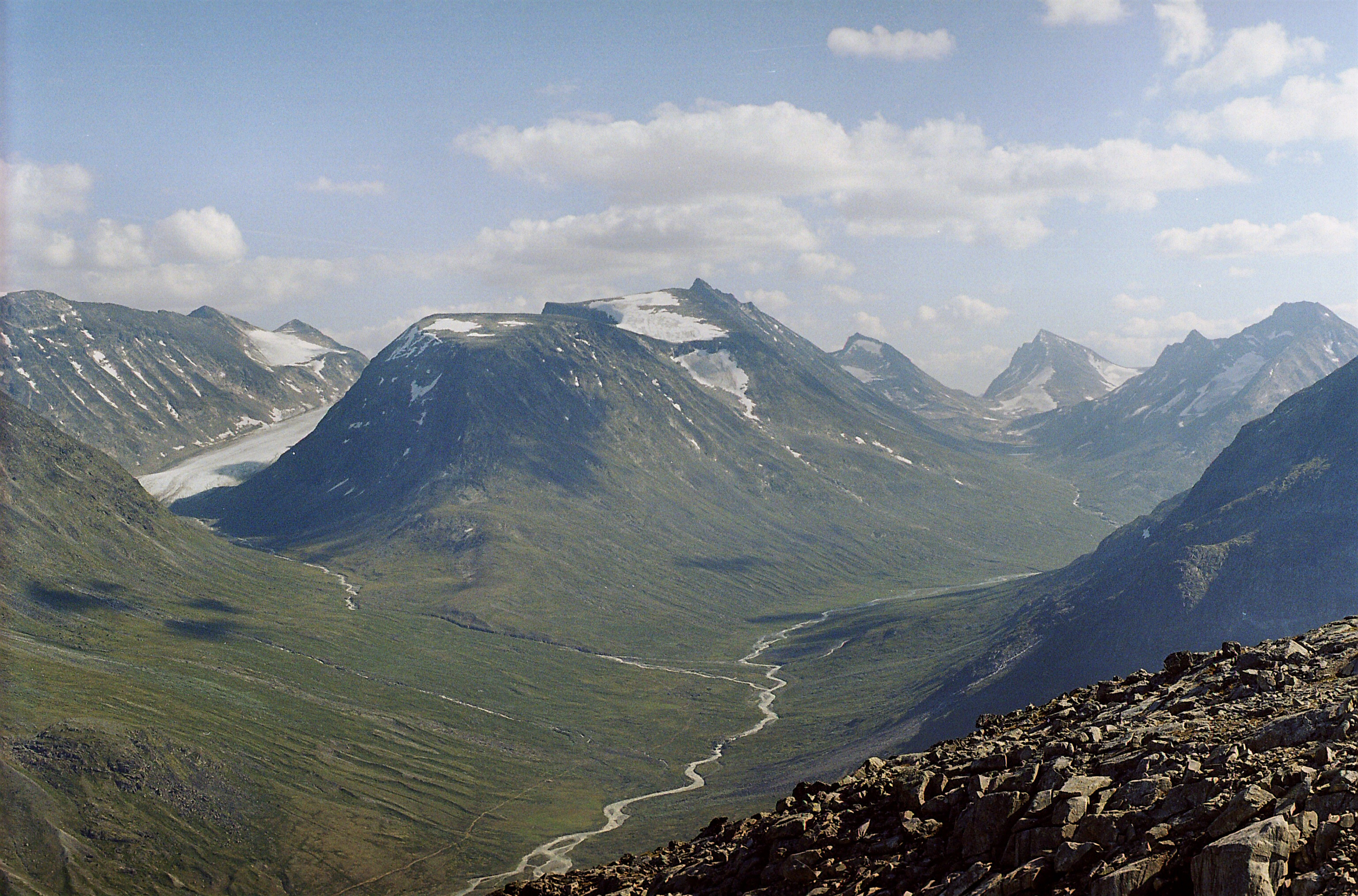
Jotunheimen

Das Terrain ist insbesondere im früheren Fylke Oppland, wo sich der Gebirgszug Jotunheimen erstreckt, von Gebirge und Tälern geprägt. Sechs der zehn höchsten Berge Norwegens liegen in Innlandet. Der höchste Berg ist der Galdhøpiggen in der Kommune Lom. Er erreicht eine Höhe von 2468,82 moh. Insgesamt liegen nur rund 11 % der Fläche auf einer Höhe von unter 300 moh. 15 % des Areals liegen auf mindestens 1200 moh. Der tiefste Punkt des Fylkes befindet sich auf der Grenze zu Schweden auf einer Höhe von rund 120 moh.
Das größte Tal ist das nordnordwestlich-südsüdöstlich verlaufende Gudbrandsdalen, durch das der Lågen fließt. Weiter östlich verläuft die Glomma, der längste Fluss Norwegens. Im Süden gehört der größte Teil des Sees Mjøsa, der flächenmäßig größte See des Landes, zur Provinz.

### Klima
In Innlandet liegen vielerorts hohe Temperaturamplituden im Jahresverlauf vor. Während die Sommermonate meist warm sind, herrschen im Winter sehr niedrige Temperaturen vor. Die geringsten Temperaturen werden im Norden von Innlandet erreicht. Die tiefste je im Fylke gemessene Temperatur lag im Januar 1987 in der Kommune Engerdal mit −47 °C vor. Im Sommer werden Spitzen von rund 30 °C erreicht. In einigen Tälern kann es selbst in Sommernächten zu Frost kommen.
Die höchsten Niederschlagsmengen liegen im Sommer vor, wobei im Süden des Fylkes die niederschlagsreicheren Gebiete liegen. Im Norden der Gudbrandsdalen-Region befinden sich hingegen die trockensten Kommunen Norwegens. Mit einem durchschnittlichen Niederschlag von 278 mm ist die Kommune Skjåk die niederschlagsärmste. Grund für die geringen Niederschlagsmengen ist die Lage auf der Leeseite der umgebenden Berge.

### Nationalparks
Elf norwegische Nationalparks liegen ganz oder teilweise in Innlandet. Im Nordwesten von Innlandet befinden sich auf der Nordost-Seite des Gudbrandsdalen der Rondane-Nationalpark (Rondane nasjonalpark), der Dovre-Nationalpark (Dovre nasjonalpark) und der Dovrefjell-Sunndalsfjella-Nationalpark (Dovrefjell-Sunndalsfjella nasjonalpark). Auf der Südwest-Seite des Tals liegt der Reinheimen-Nationalpark (Reinheimen nasjonalpark). Südlich des Reinheimen-Nationalparks und dem Ottadalen liegen der Breheimen-Nationalpark (Breheimen nasjonalpark), der Jotunheimen-Nationalpark (Jotunheimen nasjonalpark) und der Langsua-Nationalpark (Langsua nasjonalpark).
Auf der Nordgrenze zu Trøndelag erstreckt sich der Forollhogna-Nationalpark (Forollhogna nasjonalpark). Im Osten des Fylkes liegen auf der Grenze zu Schweden der Femundsmarka-Nationalpark (Femundsmarka nasjonalpark), der Gutulia-Nationalpark (Gutulia nasjonalpark) und der Fulufjellet-Nationalpark (Fulufjellet nasjonalpark).

## Gründung

### Gründung im Rahmen der Regionalreform
Das Fylke Innlandet wurde im Rahmen der von der Regierung Solberg lancierten landesweiten Regionalreform am 1. Januar 2020 gegründet. Innlandet entstand durch die Zusammenlegung der beiden Fylker Oppland und Hedmark, die sich beide gegen die Zusammenlegung aussprachen. Die beiden vormals zu Oppland gehörigen Kommunen Lunner und Jevnaker gingen an das ebenfalls zum 1. Januar 2020 neu gebildete, südlich angrenzende Fylke Viken und nach dessen Auflösung nach Akershus über.
Grundlage für die Zusammenlegung von Oppland und Hedmark war ein Beschluss des Nationalparlaments, dem Storting, vom 8. Juni 2017. Der Beschluss sah eine Reduzierung von neunzehn auf elf Fylker vor. Das erste Parlament des Fylkes (Fylkesting) wurde bei den Fylkestingswahlen im September 2019 gewählt.
| Fylke (bis 2019)       | Nr.  | Fläche in km² | Einwohner (Stand: 2019) |
| ---------------------- | ---- | ------------- | ----------------------- |
| Hedmark                | 04   | 27.398        | 197.406                 |
| Oppland                | 05   | 25.192        | 189.545                 |
| Summe                  | –    | 52.590        | 386.951                 |
|                        |      |               |                         |
| Ausgegliederte Kommune | Nr.  | Fläche in km² | Einwohner (Stand: 2019) |
| Jevnaker               | 0532 | 226           | 6.846                   |
| Lunner                 | 0533 | 292           | 9.051                   |
| Summe                  | –    | 518           | 15.897                  |
|                        |      |               |                         |
| Fylke (ab 2020)        | Nr.  | Fläche in km² | Einwohner (Stand: 2020) |
| Innlandet              | 34   | 52.072        | 371.385                 |

### Abgelehnte Auflösung
Den Fylkern, die sich im Vorfeld der Regionalreform nicht selbst für eine Zusammenlegung ausgesprochen hatten, räumte die im Oktober 2021 angetretene Regierung Støre die Möglichkeit ein, einen Antrag auf ihre Auflösung zu stellen. Davon waren neben dem Fylke Innlandet auch die Fylker Troms og Finnmark, Vestfold og Telemark und Viken betroffen.
Das Fylkesting von Innlandet entschied sich daraufhin, in der Bevölkerung eine rechtlich nicht bindende Befragung über die mögliche Aufspaltung abzuhalten. Bei der Abstimmung im Februar 2022 sprachen sich 50,75 % der Abstimmenden für die erneute Aufspaltung in Oppland und Hedmark und 48,19 % dagegen aus. In einer abschließenden Abstimmung votierte das Fylkesting von Innlandet – entgegen dem Befragungsergebnis – mit 34 zu 23 Stimmen gegen eine Auflösung. Die Fylkeskommune Innlandet verzichtete deshalb darauf, einen Antrag auf Auflösung des Fylkes zu stellen.

## Bevölkerung

### Entwicklung
Die Zahl der Einwohner auf dem Gebiet des heutigen Innlandet ist ansteigend. In der zweiten Hälfte des 19. Jahrhunderts stieg die Anzahl an Einwohnern für einige Zeit lang nur noch geringfügig an. Grund für den verlangsamten Anstieg war eine Auswanderungswelle nach Nordamerika. In den 1950er- und 1960er-Jahren wanderten viele Personen in den Raum Oslo ab. Der Anteil der Norweger, die im heutigen Fylke Innlandet leben, geht seit dem 19. Jahrhundert zurück. Während im Jahr 1801 noch 14,3 % der norwegischen Bevölkerung in Innlandet lebten, war der Anteil bis 1900 auf 10,8 % und bis 2000 auf 8,2 % gesunken.
Wachstum verzeichnen insbesondere die Städte am Mjøsa, Elverum und die im Umkreis von Oslo gelegenen Kommunen. In vielen anderen Kommunen sind die Einwohnerzahlen rückläufig.

### Städte und Ballungsräume
Im Jahr 2024 lebten 60,5 % der Einwohner des Fylkes in einem Tettsted, also einer Siedlung, die für statistische Zwecke als eine städtische Siedlung gewertet wird. Damit war Innlandet das Fylke mit dem mit Abstand am kleinsten Anteil an Einwohnern, die in einem Tettsted leben. Die größten Städte des Fylkes liegen am Mjøsa. Die drei größten Tettsteder sind Hamar mit 30.030, Gjøvik mit 28.801 und Lillehammer mit 21.468 Einwohnern (Stand: 1. Januar 2024). Hamar liegt am Ost-, Lillehammer am Nord- und Gjøvik am Westufer des Mjøsas.
Insgesamt zwölf Orte in Innlandet haben den Status als Stadt, wobei nicht alle der größten Tettsteder des Fylkes Stadtstatus haben. Der Stadtstatus kann heute von den Kommunalparlamenten vergeben werden und führt nicht mehr zu einer rechtlichen Sonderstellung. Stadtstatus haben Hamar, Lillehammer, Gjøvik, Elverum, Kongsvinger, Brumunddal, Raufoss, Moelv, Tynset, Vinstra, Fagernes und Otta.

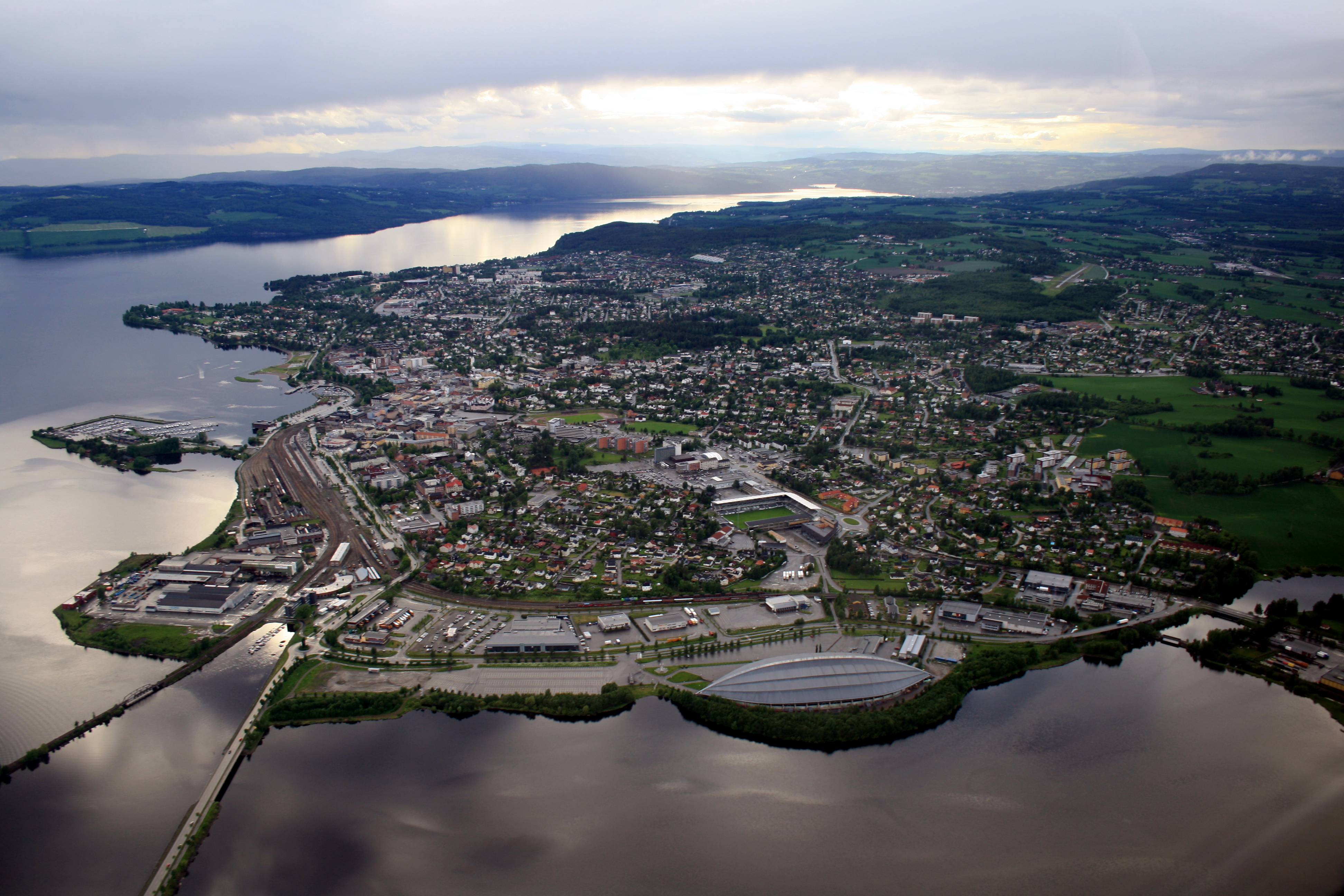
Hamar
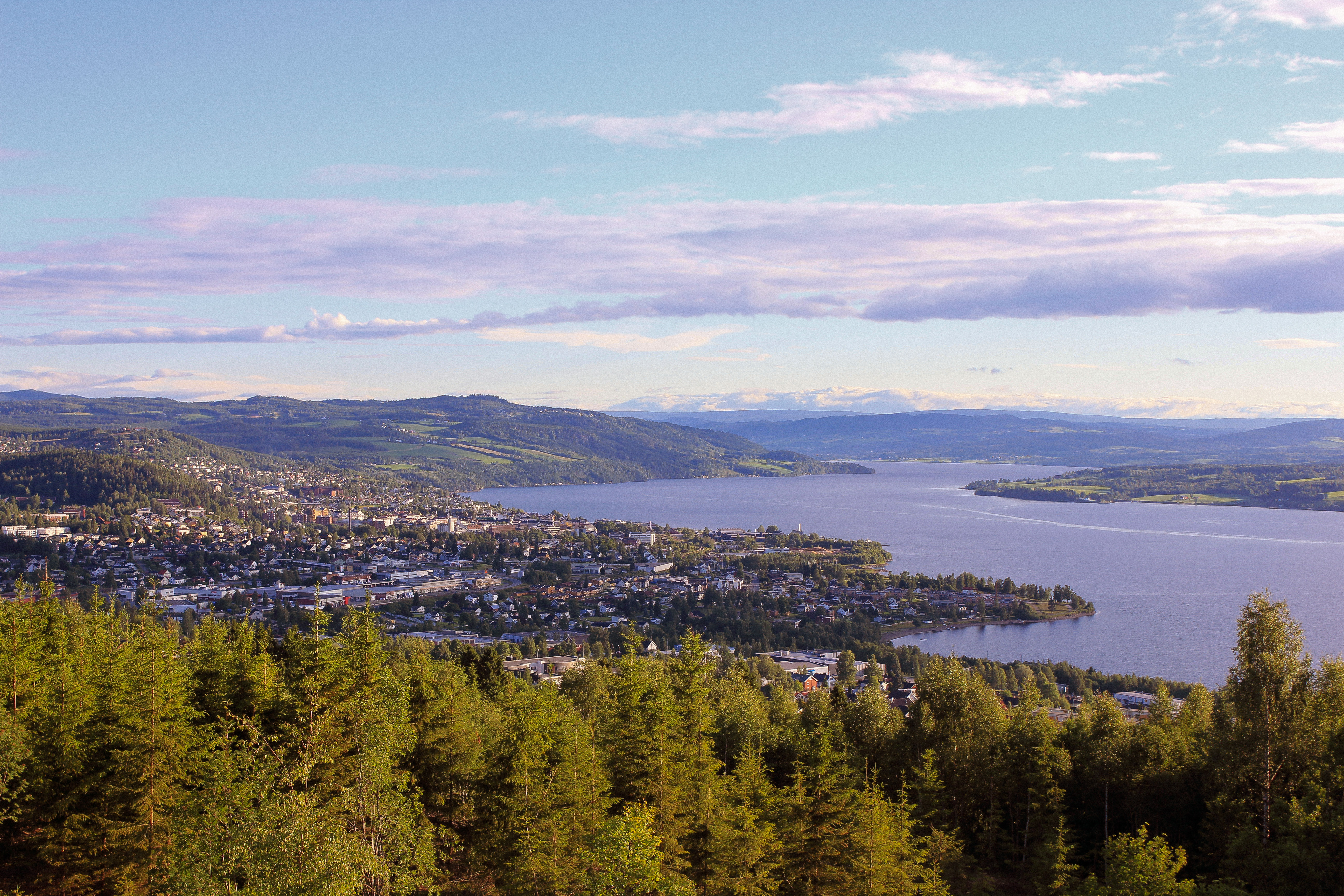
Gjøvik
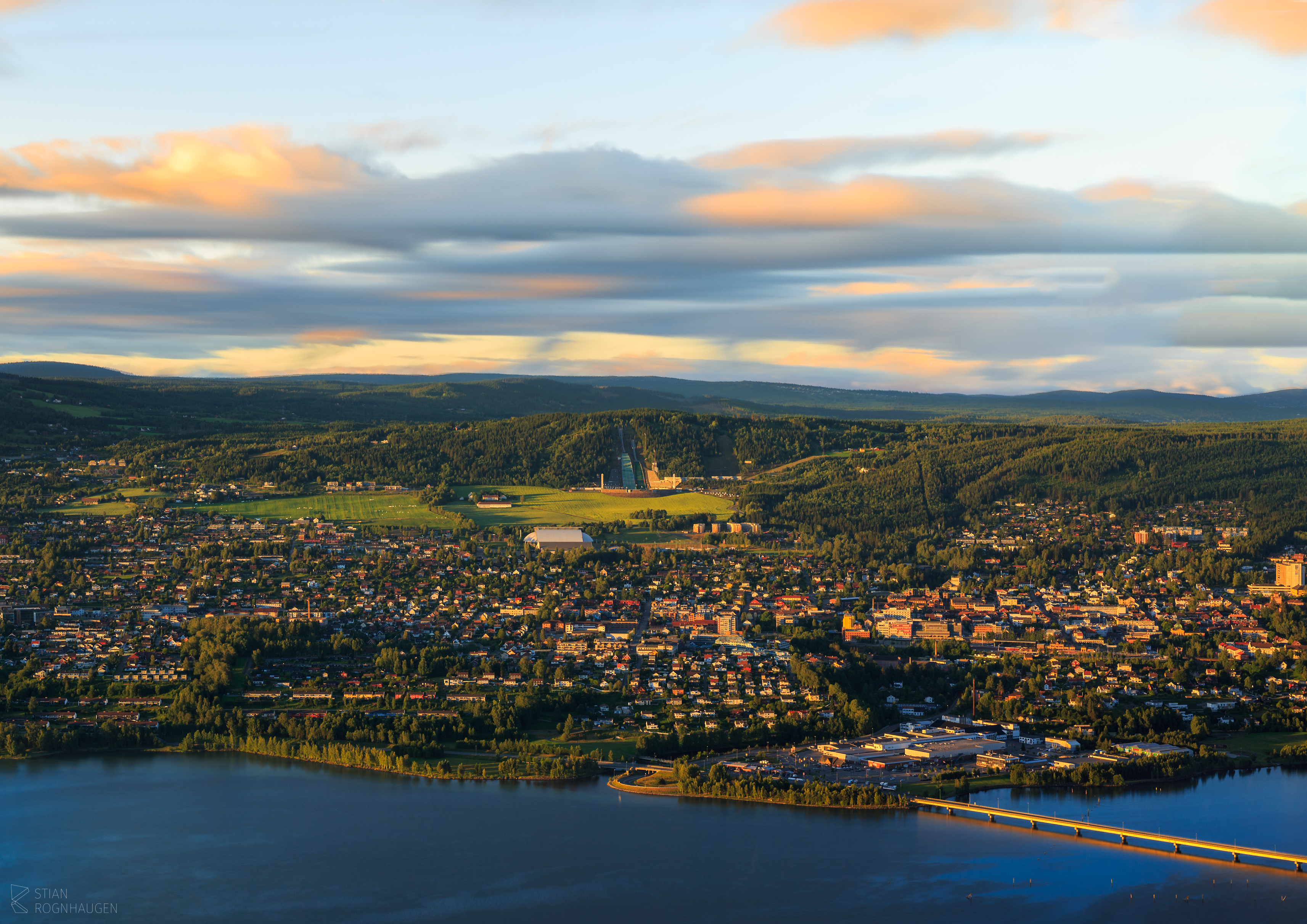
Lillehammer

## Verwaltungsgliederung
Innlandet ist in 46 Kommunen gegliedert. Während bei der Regional- und Kommunalreform in den übrigen Fylkern Gemeinden zusammengelegt wurden, blieben in Innlandet alle bestehenden erhalten.
| Kommunen- nummer | Karte         | Name          | Einwohner (1. Januar 2025) | Fläche (km²) | Sprach- form | Landschaft        |
| ---------------- | ------------- | ------------- | -------------------------- | ------------ | ------------ | ----------------- |
| 3401             | Kongsvinger   | Kongsvinger   | 18.109                     | 1.036,45     | Bokmål       | Glåmdalen         |
| 3403             | Hamar         | Hamar         | 33.441                     | 350,93       | neutral      | Hedmarken         |
| 3405             | Lillehammer   | Lillehammer   | 29.011                     | 477,94       | Bokmål       | Sør-Gudbrandsdal  |
| 3407             | Gjøvik        | Gjøvik        | 31.175                     | 671,11       | Bokmål       | Vestoppland       |
| 3411             | Ringsaker     | Ringsaker     | 35.911                     | 1.280,09     | Bokmål       | Hedmarken         |
| 3412             | Løten         | Løten         | 7931                       | 369,44       | Bokmål       | Hedmarken         |
| 3413             | Stange        | Stange        | 21.691                     | 724,27       | Bokmål       | Hedmarken         |
| 3414             | Nord-Odal     | Nord-Odal     | 5006                       | 508,14       | Bokmål       | Glåmdalen         |
| 3415             | Sør-Odal      | Sør-Odal      | 8150                       | 516,74       | Bokmål       | Glåmdalen         |
| 3416             | Eidskog       | Eidskog       | 6059                       | 640,39       | Bokmål       | Glåmdalen         |
| 3417             | Grue          | Grue          | 4513                       | 837,17       | Bokmål       | Glåmdalen         |
| 3418             | Åsnes         | Åsnes         | 7247                       | 1.040,93     | Bokmål       | Glåmdalen         |
| 3419             | Våler         | Våler         | 3559                       | 705,28       | Bokmål       | Glåmdalen         |
| 3420             | Elverum       | Elverum       | 21.899                     | 1.229,27     | neutral      | Sør-Østerdal      |
| 3421             | Trysil        | Trysil        | 6542                       | 3.014,4      | Bokmål       | Sør-Østerdal      |
| 3422             | Åmot          | Åmot          | 4205                       | 1.339,91     | Bokmål       | Sør-Østerdal      |
| 3423             | Stor-Elvdal   | Stor-Elvdal   | 2250                       | 2.165,77     | Bokmål       | Sør-Østerdal      |
| 3424             | Rendalen      | Rendalen      | 1846                       | 3.179,51     | Bokmål       | Nord-Østerdal     |
| 3425             | Engerdal      | Engerdal      | 1326                       | 2.196,54     | Bokmål       | Nord-Østerdal     |
| 3426             | Tolga         | Tolga         | 1606                       | 1.122,56     | neutral      | Nord-Østerdal     |
| 3427             | Tynset        | Tynset        | 5722                       | 1.880,26     | neutral      | Nord-Østerdal     |
| 3428             | Alvdal        | Alvdal        | 2509                       | 942,15       | neutral      | Nord-Østerdal     |
| 3429             | Folldal       | Folldal       | 1540                       | 1.277,07     | neutral      | Nord-Østerdal     |
| 3430             | Os            | Os            | 1895                       | 1.040,4      | neutral      | Nord-Østerdal     |
| 3431             | Dovre         | Dovre         | 2516                       | 1.364,38     | neutral      | Nord-Gudbrandsdal |
| 3432             | Lesja         | Lesja         | 2006                       | 2.259,49     | neutral      | Nord-Gudbrandsdal |
| 3433             | Skjåk         | Skjåk         | 2179                       | 2.075,51     | Nynorsk      | Nord-Gudbrandsdal |
| 3434             | Lom           | Lom           | 2215                       | 1.968,55     | Nynorsk      | Nord-Gudbrandsdal |
| 3435             | Vågå          | Vågå          | 3529                       | 1.329,99     | Nynorsk      | Nord-Gudbrandsdal |
| 3436             | Nord-Fron     | Nord-Fron     | 5553                       | 1.141,32     | Nynorsk      | Midt-Gudbrandsdal |
| 3437             | Sel           | Sel           | 5623                       | 905,04       | neutral      | Nord-Gudbrandsdal |
| 3438             | Sør-Fron      | Sør-Fron      | 3128                       | 742,2        | neutral      | Midt-Gudbrandsdal |
| 3439             | Ringebu       | Ringebu       | 4447                       | 1.247,57     | neutral      | Midt-Gudbrandsdal |
| 3440             | Øyer          | Øyer          | 5134                       | 640,13       | neutral      | Sør-Gudbrandsdal  |
| 3441             | Gausdal       | Gausdal       | 6174                       | 1.191,15     | neutral      | Sør-Gudbrandsdal  |
| 3442             | Østre Toten   | Østre Toten   | 14.827                     | 562,52       | Bokmål       | Vestoppland       |
| 3443             | Vestre Toten  | Vestre Toten  | 13.649                     | 250,7        | Bokmål       | Vestoppland       |
| 3446             | Gran          | Gran          | 13.660                     | 756,65       | Bokmål       | Vestoppland       |
| 3447             | Søndre Land   | Søndre Land   | 5597                       | 728,35       | Bokmål       | Vestoppland       |
| 3448             | Nordre Land   | Nordre Land   | 6544                       | 955,32       | Bokmål       | Vestoppland       |
| 3449             | Sør-Aurdal    | Sør-Aurdal    | 2822                       | 1.109,05     | neutral      | Valdres           |
| 3450             | Etnedal       | Etnedal       | 1254                       | 459,14       | neutral      | Valdres           |
| 3451             | Nord-Aurdal   | Nord-Aurdal   | 6455                       | 906,47       | neutral      | Valdres           |
| 3452             | Vestre Slidre | Vestre Slidre | 2142                       | 457,11       | Nynorsk      | Valdres           |
| 3453             | Øystre Slidre | Øystre Slidre | 3311                       | 969,89       | Nynorsk      | Valdres           |
| 3454             | Vang          | Vang          | 1648                       | 1.504,84     | Nynorsk      | Valdres           |
| 34               | Innlandet     | Innlandet     | 377.556                    | 52.072,09    | neutral      | Østlandet         |

## Wirtschaft

### Land- und Forstwirtschaft

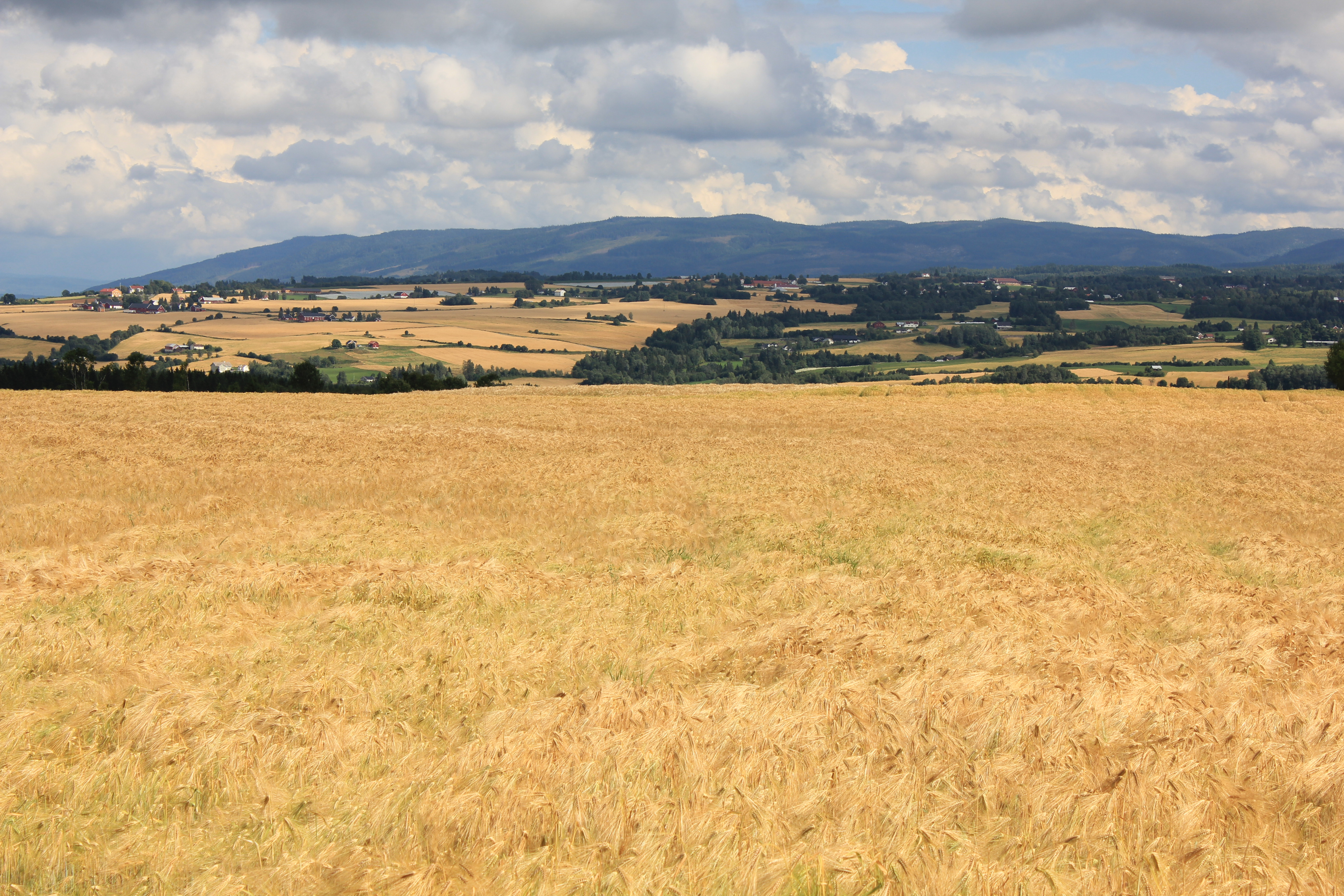
Getreidefeld in Østre Toten

Von den insgesamt 52.072 km² des Fylkes Innlandet sind 25.852 km² Wald und 2213 km² werden landwirtschaftlich genutzt. Kein anderes Fylke hat eine größere Waldfläche oder mehr landwirtschaftlich genutztes Areal. Der Anteil der Einwohner, die in der Land- und Forstwirtschaft tätig sind, ist im Landesvergleich überdurchschnittlich.
Bedeutend ist die Landwirtschaft vor allem in den Gebieten entlang der Glomma und in den Dörfern in den größeren Tälern des Fylkes. In den Kommunen am Mjøsa und an der Glomma ist vor allem der Anbau von Getreide und die Haltung von Schweinen und Geflügel typisch. Der Boden entlang der Glomma eignet sich zudem dafür, Kartoffeln anzubauen. Mit Grue und Åsnes liegen die beiden Kommunen mit dem meisten Kartoffelanbau des Landes im Fylke. Am Mjøsa wird zudem Gemüse angebaut. Die Kommune Østre Toten am Mjøsa-Westufer ist die Kommune, die in Norwegen die größte für den Gemüseanbau genutzte Fläche aufweist. In den Dörfern im Gudbrandsdalen und dessen Seitentälern ist hingegen vor allem die Haltung von Rindern und Schafen typisch.
Von den in Norwegen gefällten Bäumen stammen rund 40 % aus den Wäldern von Innlandet. Die vier Kommunen, in denen im Jahr 2021 in Norwegen am meisten gefällt wurde, liegen allesamt in Innlandet. Diese Kommunen sind die im Osten des Fylkes gelegenen Kommunen Elverum, Trysil, Åsnes und Kongsvinger.

### Industrie
Die bedeutendsten Industriestädte des Fylkes sind Raufoss und Gjøvik. Die beiden Städte liegen nicht weit voneinander entfernt im Westen des Mjøsas. In Raufoss ist der Waffenproduzent Nammo angesiedelt. Im restlichen Fylke baut die Industrie vor allem auf der Verarbeitung von aus der Forst- und Landwirtschaft gewonnenen Rohwaren auf. Diesbezüglich bilden am Mjøsa-Ostufer die beiden Städte Brumunddal und Moelv in der Kommune Ringsaker ein Industriezentrum.

## Verkehr
Die wichtigsten Straßenverbindungen führen durch das Gudbrandsdalen und entlang der Glomma. Vom Mjøsa aus führt die Europastraße 6 (E6) und die Bahnlinie Dovrebanen in den Nordwesten durch das Gudbrandsdalen. Bei Dombås im Nordwesten des Fylkes zweigt von der E6 die Europastraße 136 (E136) und von der Dovrebanen die Raumabanen in Richtung des Nachbarfylkes Møre og Romsdal ab. Die E6 und die Dovrebanen führen in das nördliche Nachbarfylke Trøndelag. Weiter östlich verlaufen entlang der Glomma der Riksvei 3 und die Rørosbanen in den Norden nach Trøndelag. Ein bedeutender Verkehrsweg ist zudem der Riksvei 4, der aus dem Süden von Innlandet in den Großraum Oslo führt.

## Politik

### Fylkesting
Die erste Fylkestingswahl für das erst zum 1. Januar 2020 gegründete Fylke fand am 9. September 2019 statt.
| Partei | Partei                            | Sitze 2019 | Sitze 2023 |
| ------ | --------------------------------- | ---------- | ---------- |
|        | Arbeiderpartiet (Ap)              | 20         | 18         |
|        | Senterpartiet (Sp)                | 16         | 10         |
|        | Høyre (H)                         | 7          | 10         |
|        | Fremskrittspartiet (FrP)          | 3          | 5          |
|        | Sosialistisk Venstreparti (SV)    | 3          | 3          |
|        | Pensjonistpartiet                 | 1          | 2          |
|        | Rødt (R)                          | 2          | 2          |
|        | Venstre (V)                       | 1          | 2          |
|        | Miljøpartiet De Grønne (MDG)      | 3          | 2          |
|        | Industri- og Næringspartiet (INP) | –          | 2          |
|        | Kristelig Folkeparti (KrF)        | 1          | 1          |
|        | Gesamt                            | 57         | 57         |

### Fylkesordfører
Erster Fylkesordfører wurde Even Aleksander Hagen, der zuvor das Amt bereits im Fylke Oppland innehatte.
- 2020–2023: Even Aleksander Hagen (Ap)
- 2023: Aud Hove (Sp)[27]
- seit 2023: Thomas Breen (Ap)[28]

## Wappen
Blasonierung: „Auf grünem Grund drei Linien in Silber (Weiß), die nach oben und vorne zeigen, verankert in Innlandets Geschichte und Zukunft als Knotenpunkt.“ Dabei können die Spitzen als die drei Bergländer und Nationalparke Jotunheimen, Dovrefjell und Rondane verstanden werden mit dem Galdhøpiggen oben und dem Mjøsa als „Tropfen“ unten. Grün und Silber stehen dabei auch für die Wälder und Flüsse der Region.

## Nachweise
1. ↑  07459: Population, by region, contents and year. In: ssb.no. Statistisk sentralbyrå, abgerufen am 27. Februar 2025 (englisch).
2. ↑  Stian F. Steinsvik, John Arne Holmlund: Hamar blir hovedsete - navnet blir Innlandet. In: Hamar Arbeiderblad. 19. Dezember 2017, abgerufen am 25. Juli 2025 (norwegisch).
3. 1 2 3 4 5  Innlandet. In: Norgeskart. Kartverket, abgerufen am 18. April 2023 (norwegisch).
4. 1 2 3 4 5 6 7 8  Lars Mæhlum: Innlandet. In: Store norske leksikon. Abgerufen am 18. April 2023 (norwegisch).
5. ↑  Høgaste fjelltopp i kvar kommune. Kartverket, 18. April 2023, abgerufen am 11. August 2021 (norwegisch (Nynorsk)).
6. ↑  Anne Solveig Andersen: Norges våteste og tørreste steder. In: YR. 11. Juli 2013, abgerufen am 19. April 2023 (norwegisch (Bokmål)).
7. ↑  Enkelt søk i Naturbase. In: naturbase.no. Miljødirektoratet, abgerufen am 19. April 2023 (norwegisch).
8. 1 2  Reform of local government. In: regjeringen.no. 3. Dezember 2020, abgerufen am 18. April 2023 (norwegisch).
9. 1 2  Halvor Løkken: Fra Hedmark og Oppland til Innlandet - Innlandet fylkeskommune. In: Innlandet Fylkeskommune. 29. Juli 2022, abgerufen am 21. April 2023 (norwegisch (Bokmål)).
10. 1 2  09280: Areal (km²), etter region, statistikkvariabel og år. In: ssb.no. Statistisk sentralbyrå, abgerufen am 18. April 2023 (norwegisch, Fläche der Fylker (2019/20)).
11. 1 2  07459: Befolkning, etter region, statistikkvariabel og år. In: ssb.no. Statistisk sentralbyrå, abgerufen am 18. April 2023 (norwegisch, Einwohnerzahlen der Fylker (2019/20)).
12. ↑  09280: Areal (km²), etter region, statistikkvariabel og år. In: ssb.no. Statistisk sentralbyrå, abgerufen am 18. April 2023 (norwegisch, Fläche der Kommunen).
13. ↑  07459: Befolkning, etter region, statistikkvariabel og år. In: ssb.no. Statistisk sentralbyrå, abgerufen am 18. April 2023 (norwegisch, Einwohnerzahl der Kommunen).
14. ↑  Informasjon til tvangssammenslåtte fylkesommuner om prosess og tidsplan for mulig deling. In: regjeringen.no. 12. November 2021, abgerufen am 18. April 2023 (norwegisch).
15. ↑  Folkeavstemning i Innlandet: Knapt flertall ønsker å oppløse storfylket. In: Dagsavisen. 17. Februar 2022, abgerufen am 18. April 2023 (norwegisch).
16. ↑  Mette Vollan: Under fylkestinget onsdag ble saken om Innlandet fylke avgjort. In: NRK. 23. Februar 2022, abgerufen am 18. April 2023 (norwegisch).
17. 1 2  Lars Mæhlum: Innlandet (befolkning). In: Store norske leksikon. Abgerufen am 21. April 2023 (norwegisch).
18. ↑  Tettsteders befolkning og areal. In: ssb.no. Statistisk sentralbyrå, abgerufen am 21. April 2023 (norwegisch (Bokmål)).
19. ↑  Population and land area in urban settlements. Statistisk sentralbyrå, 1. Oktober 2024 (englisch).
20. ↑  Gro Sandkjær Hanssen: Hva er en by i 2020? In: oslomet.no. 8. September 2020, abgerufen am 10. April 2022 (norwegisch).
21. ↑  Marit Thobiassen Strande: Fakta om Innlandet. In: Innlandet Fylkeskommune. Abgerufen am 21. April 2023 (norwegisch (Bokmål)).
22. ↑  Fakta om landskap i Norge - Statistisk sentralbyrå. In: ssb.no. Statistisk sentralbyrå, abgerufen am 21. April 2023 (norwegisch (Bokmål)).
23. ↑  Fakta om skogbruk. In: ssb.no. Statistisk sentralbyrå, abgerufen am 21. April 2023 (norwegisch (Bokmål)).
24. ↑  Geir Thorsnæs: Innlandet (samferdsel). In: Store norske leksikon. Abgerufen am 21. April 2023 (norwegisch).
25. ↑  Landsoversikt / Innlandet. In: Valgresultat. Valg.no, abgerufen am 26. Juli 2025 (norwegisch).
26. ↑  Landsoversikt / Innlandet. In: Valgresultat. Abgerufen am 25. Juli 2025 (norwegisch).
27. ↑  Hagen blir statssekretær. In: Fylkeskommune Innlandet. 28. Juni 2023, abgerufen am 28. November 2023 (norwegisch).
28. ↑  Ny fylkesordfører i Innlandet. In: NRK. 28. November 2023, abgerufen am 28. November 2023 (norwegisch).
29. ↑  Fylkesvåpen for Innlandet fylkeskommune. Designskisser august 2018 (Seite nicht mehr abrufbar, festgestellt im Juli 2025. Suche in Webarchiven)  Info: Der Link wurde automatisch als defekt markiert. Bitte prüfe den Link gemäß Anleitung und entferne dann diesen Hinweis., abgerufen am 21. April 2019: På grønn bunn, tre linjer i sølv (hvitt) som peker opp og fram, forankret i Innlandets historie og framtid som knutepunkt.

Koordinaten: 61° 30′ N, 10° 40′ O